# Vardun, Tărgoviște
Vardun (în bulgară Вардун) este un sat în comuna Tărgoviște, regiunea Tărgoviște,  Bulgaria. 

## Demografie
Componența etnică a satului Vardun
     Turci (1,01%)
     Bulgari (9,32%)
     Romi (64,26%)
     Nicio identificare (25,39%)
La recensământul din 2011, populația satului Vardun era de 890 locuitori. Din punct de vedere etnic, majoritatea locuitorilor (64,26%) erau romi, existând și minorități de bulgari (9,32%) și turci (1,01%). Pentru 25,39% din locuitori nu este cunoscută apartenența etnică.